# ヨーゼフ・シュミット
ヨーゼフ・シュミット（ドイツ語: Joseph Schmidt, 1904年3月4日 - 1942年11月16日）は、ユダヤ人のテノール歌手・映画俳優。タウバー、ヤーライ、キープラと共に戦前のドイツ語圏に於けるオペレッタと音楽映画の黄金時代を飾ったスターテノールの一人だった。

## 来歴

### 歌手としてのキャリア
1904年3月4日、ドイツから移民した小作人夫婦ヴォルフとザラの間に5人兄弟の3番目の子である長男としてオーストリア＝ハンガリー帝国領ブコヴィナ・ダヴィデンデ（Davidende, 現ウクライナ、ダヴィデニ Давидени）に生まれた。
家族は敬虔なハシディズムで、ヨーゼフはシナゴーグで少年合唱団に参加し、その当時から頭角を表し、ソプラノ歌手フェリシティ・レルヒェンフェルトの下に声楽を学び、1925年からはワイセンボーンの発明者であり、ディートリヒ・フィッシャー＝ディースカウの師であるヘルマン・ヴァイセンボルンに師事した。この間にも、ヨーゼフはユダヤ人社会のコネクションを通じてオランダ・ベルギー等でもキャリアを研鑽し、ソロ活動やシナゴーグに於ける演奏活動を展開した。活躍の転機となったのはラジオ放送であり、1929年4月18日、マイアベーアの『アフリカの女』全曲の収録放送によるデビューだった。
その評判は名テノール歌手のエンリコ・カルーソーとも比され、「ラジオのカルーソー」の異名を取った。『イドメネオ』、『魔笛』でのブルーノ・ワルターと競演を初めとしてジョージ・セル、ヘルマン・シェルヘン等とも競演、1933年にナチスがドイツ帝国放送協会を国営化し、独占するまで20余りの全曲放送に出演した。しかし、極端に低いその身長によるハンディキャップからドイツでは舞台に出演することはほとんどなく、1929年8月31日、ベルリン国立大劇場におけるラルフ・ベナツキー作『三銃士（オペレッタ)』の初演への出演記録が残されているに過ぎない。ナチスによるユダヤ系芸術家の強制排除によって、ドイツに於けるラジオ出演は1933年2月20日のペーター・コルネリウス作『バグダッドの理髪師』が最後となった。
同じユダヤ系の歌手であり作曲家でもあったリヒャルト・タウバーは、自作のオペレッタ『謳う夢』（原題：Der singende Traum）の主題歌『君は僕のすべて』を"Du bist die Welt für mich"をヨーゼフに捧げている。

### 映画出演
ヨーゼフは、ラジオでの人気を背景に1931年に『愛する特急』 原題 „Der Liebesexpreß“  に出演以来、『ゲーテは生きている！』 原題：„Goethe lebt...!“  （1932年公開）『狩られる人々』 原題： „Gehetzte Menschen“ （1932年公開）に出演し、1933年には主題歌のヒットと共にヨーゼフの名を後世まで名を残すことになった『歌は世界を駆けめぐる』原題Ein Lied geht um die Weltまで4本のドイツ映画に出演している。また、ナチスがドイツでの映画界を統制してからも、オーストリアで3本の映画に出演し、中でも主役級の音大生を演じた1934年公開の『空から降ってきた星ひとつ』原題：* „Ein Stern fällt vom Himmel“ は代表作となった。

### 国外公演
また、それ以前にも1937年にはニューヨークのカーネギーホールに出演しアメリカデビューを果たし、1939年のシーズンにはプッチーニの『ラ・ボエーム』でロドルフォを演じ、ベルギーのブリュッセル・リエージュ・ヘント・アントウェルペン・オーステンデなどの劇場を廻り24回ステージに立った。ベルリンを追われてからは、その活躍の場をウィーンへと移したが、1938年の独墺合邦によって再び活躍の場を失い、1940年に南フランスのニース近郊へと居を移す。1942年5月のフランスのアヴィニヨンにおける出演が最後のステージとなった。しかし、ナチス・ドイツの侵攻はフランスにも及ぶところとなり、アメリカのエージェントがキューバへの脱出を図るための手配を進めたが戦禍にあって捗らず、1942年3月に出国査証がポルトガルの領事館から発行されたもののフランス政府によって出国を阻まれ、居場所を失ったヨーゼフはスイスへ密入国した。しかし、1942年10月9日、スイス当局によって、正式な政治亡命手続きを行ったユダヤ人ではないとして身柄を拘束され、チューリッヒ郊外のギレンバート収容所(Girenbad)に拘留された。

### 非業の死

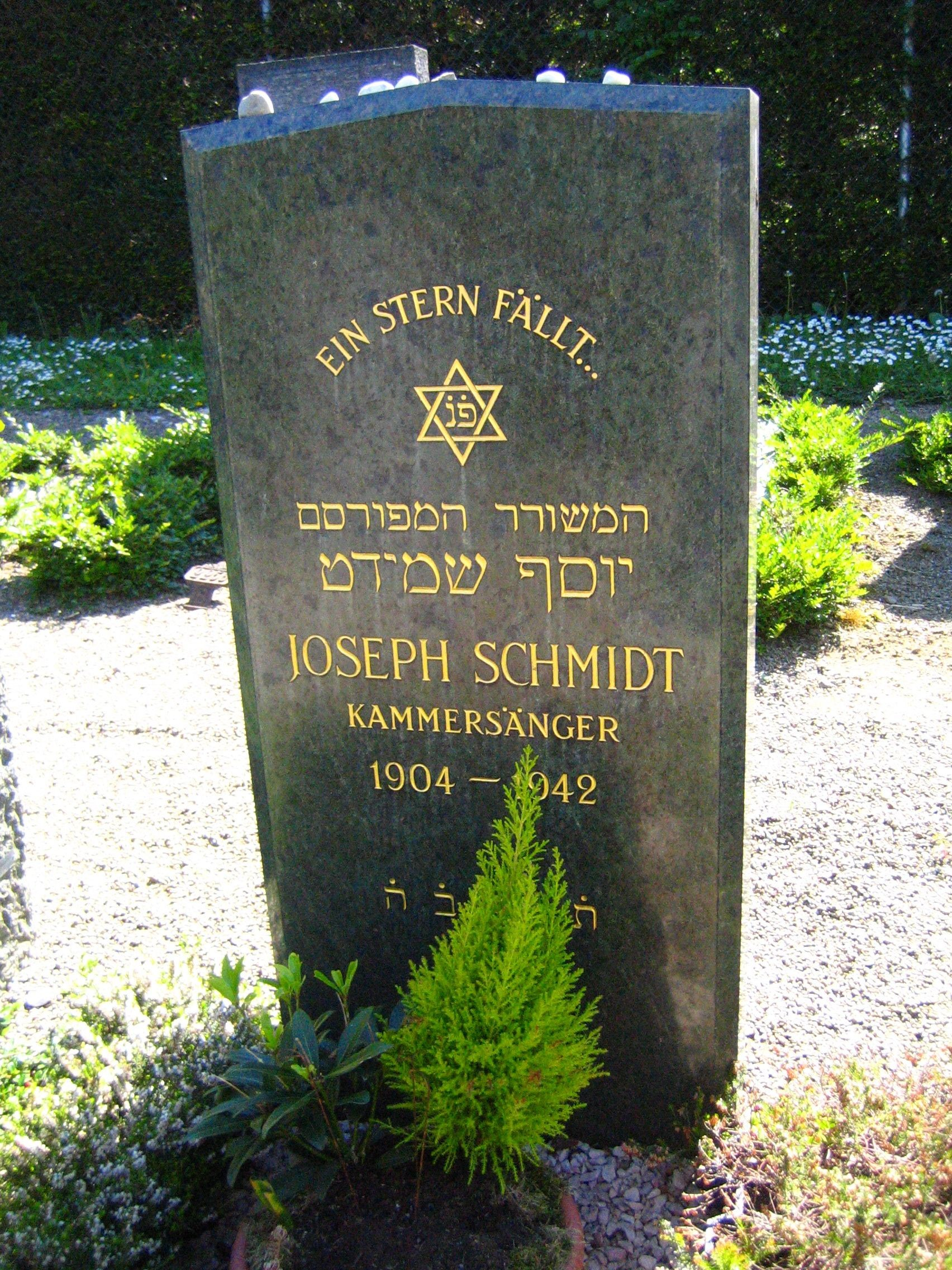
チューリッヒのユダヤ人墓地にある墓碑

抑留後、咽頭炎でチューリッヒの州立病院に入院し、その後も体調不良を訴えていたが、1942年11月14日にさらなる精密検査は行われることなく強制退院となり、収容所に戻った後、懇意にしていた近所のレストラン『"Waldegg』（直訳：“森の卵”）で体調を訴え、医師を呼んだがその1時間後、午前11時30分に心不全で死去した。死亡診断書には　“1942年11月16日　38歳8ヶ月12日にて死亡　無国籍”と記された。
家族に看取られることのないまま、チューリッヒ郊外のウンタラーフリーセンベルクにあるユダヤ人墓地 (Jüdischer Friedhof - Unterer Friesenberg) に、収容所の仲間数人に見守られたまま葬られた。生きている間に墓参も叶わなかった母も、そこに共に祭られている。

## 没後の評価
ヨーゼフの生涯については1958年にハンス・ライザー主演で伝記映画『歌は世界を駆けめぐる』原題『Ein Lied geht um die Welt』が制作公開されている。
生誕100年の2004年3月、ベルリンのトレプトウ・ケペニック区役所で記念式典が行われ、ハンス・アイヒェル財務大臣（当時）は「ヨーゼフ・シュミットの過酷な運命は、自由と人間の尊厳に立ち向かうための警鐘を与える。常に心を開き、人間らしさとその温かさの響きに対して沈黙してはならない。」と述べた。この年、ドイツポストは55セントの記念切手を発行した。ベルリン・トレプトウ・ケペニックのアドラースホーフにある音楽学校も“ヨーゼフ・シュミット音楽学校”と命名され、2007年6月4日、ヨーゼフが1933年まで住んでいたベルリンのニュルンベルガー通り68番地に記念碑が埋められた。
1991年にフライムート・ベルンゲン博士とルッツ・シュマーデル博士は、ドイツのテューリンゲン州立タウテンブルク天体観測所でアステロイドベルトにある小惑星168321を発見し、2007年夏、スイスのヴィンタートゥールにあるエシェンベルク天体観測所のマルクス・グリーサー所長によって、小惑星168321にヨーゼフ・シュミットの名を冠した。

## ディスコグラフィー
1929年の初録音以来、120作品を超える放送用と商業用録音を行った。しかし、その多くがナチスによって処分され、また戦災によって紛失しているが、HMVやウルトラフォン（1932年にテレフンケンに買収）での録音音源がKoch International 等、様々なレーベルからLP・CD化されている。下記に現在でも比較的入手可能なものを挙げる。
- 《テレフンケン・レガシー(戦前の遺産)》シリーズ　『伝説のテノール〜ヨーゼフ・シュミット』　発売元：ワーナーミュージック（国内盤と輸入盤あり）
- 《Josef Schmidt - Sämtliche EMI-Aufnahmen Vol. 1 & 2》　輸入盤　発売元：EMI
- 《SCHMIDT - A SONG GOES ROUND THE WORLD》　Naxos Music Libraryで音源は上記二点からの引用、ヨゼフ・シュミット - 歌は世界を巡る[注 2]

この他に、2010年にはDOCUMENTレーベルから、"Joseph Schmidt - Ein Stern fällt vom Himmel"と題した10枚組のCDセットボックスが発売され、ドイツ語以外での歌唱も収録されている。